# Thabo Mngomeni
Thabo Mngomeni (ur. 24 czerwca 1969 w Kapsztadzie) – południowoafrykański piłkarz występujący na pozycji pomocnika. Jego brat – Thando również jest zawodowym piłkarzem.

## Kariera klubowa
Thabo Mngomeni zawodową karierę rozpoczynał w 1990 roku w Cape Town Spurs. Początkowo pełnił tam rolę rezerwowego, jednak regularnie dostawał szanse gry. Miejsce w podstawowej jedenastce wywalczył sobie w sezonie 1992/1993, kiedy to wystąpił w 34 ligowych pojedynkach. W trakcie kolejnych rozgrywek Mngomeni przeszedł do D'Alberton Callies, latem został zawodnikiem Manning Rangers, natomiast zimą podpisał kontrakt z Bush Bucks FC. W nowym klubie z początku grał rzadko, jednak z biegiem czasu na boisku pojawiał się coraz częściej. Dla ekipy „Imbabala” południowoafrykański piłkarz rozegrał łącznie 95 spotkań w lidze, po czym przeniósł się do Orlando Pirates. W sezonie 1999/2000 zaliczając jedenaście trafień w 39 meczach był jednym z najskuteczniejszych strzelców w zespole. W barwach Orlando Pirates Mngomeni wystąpił łącznie w 86 pojedynkach.

## Kariera reprezentacyjna
W reprezentacji Republiki Południowej Afryki Mngomeni zadebiutował 3 października 1998 roku w wygranym 1:0 spotkaniu przeciwko Angoli. W 2002 roku Jomo Sono powołał go do 23–osobowej kadry RPA na mistrzostwa świata. Na mundialu w Korei Południowej i Japonii popularni „Bafana Bafana” zajęli trzecie miejsce w swojej grupie i odpadli z turnieju. Na mistrzostwach Mngomeni pełnił rolę rezerwowego i nie wystąpił w żadnym z pojedynków. Łącznie dla drużyny narodowej Sibaya zaliczył 37 występów i zdobył sześć goli.